# Mairiporã
Mairiporã là một đô thị tại bang São Paulo, Brasil. Đô thị này có diện tích 321,480 km², dân số năm 2007 là 71.754 người, mật độ dân số 233,4 người/km². Đây là một đô thị thành phần của vùng đô thị São Paulo. Đô thị này cách thủ phủ bang São Paulo 35 km. Khí hậu ở đây bán nhiệt đới. Theo thống kê năm 2000, đô thị này có:
- Tổng dân số 60.111 người, đô thị 48.77 người, nông thôn 12.034 người, nam giới 30.214 người và nữ giới 29.897 người.
- Chỉ số phát triển con người 0,803
- Tỷ lệ biết đọc biết viết là 90,7%
- Tuổi thọ bình quân: 69,82 năm
- Tỷ lệ sinh (trẻ/bà mẹ): 2,22
- Tỷ lệ trẻ dưới 1 tuổi tử vong (trên 1 triệu): 18,6

## Các đô thị giáp ranh
Đô thị này giáp các đô thị sau:
- Phía bắc: Atibaia, Bom Jesus dos Perdões;
- Đông bắc: Nazaré Paulista;
- Đông nam: Guarulhos;
- Nam: São Paulo;
- Tây:Caieiras, Franco da Rocha và Francisco Morato.